# Parti ouvrier social-démocrate géorgien
Le Parti ouvrier social-démocrate géorgien est un parti politique qui a été fondé clandestinement en 1893 en Géorgie, avant de rejoindre le Parti ouvrier social-démocrate de Russie, d'adhérer - dans sa grande majorité - en 1903 à la tendance menchévique, de retrouver son autonomie en 1917, d'exercer le pouvoir en 1918 au sein de la République démocratique fédérative de Transcaucasie avec ses homologues arméniens et azerbaïdjanais, d'exercer le pouvoir de 1918 à 1921 au sein de la République démocratique de Géorgie et de devenir en mars 1921 un parti politique en exil après l'invasion du territoire géorgien par les armées de la Russie soviétique. 

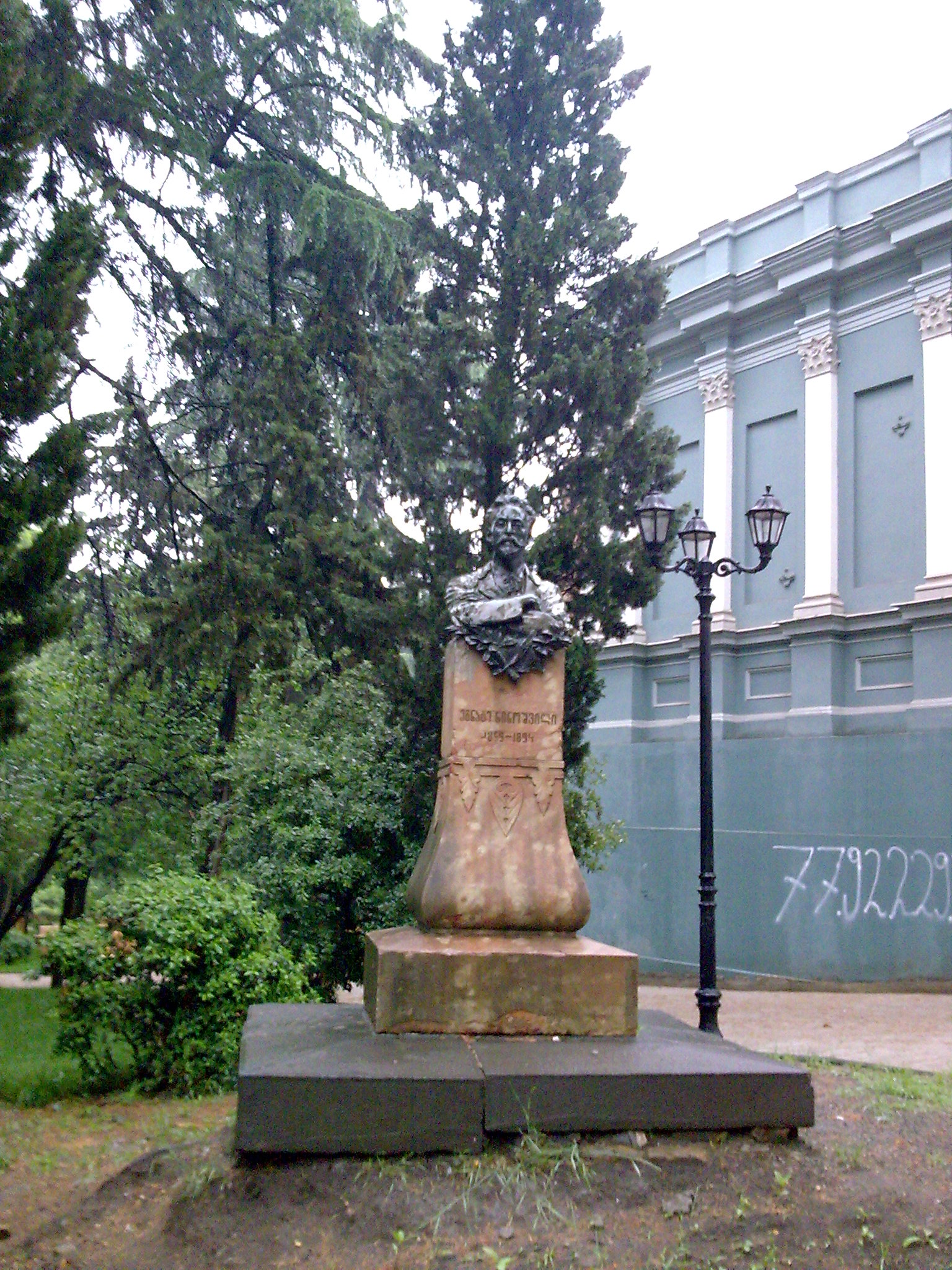
Statue d'Egnaté Ninochvili à Tbilissi

## Doctrine
Initialement d'inspiration internationaliste et marxiste, le Parti ouvrier social-démocrate géorgien s'allie en 1918 avec le Parti social-fédéraliste géorgien et le Parti national-démocrate géorgien afin de restaurer l'indépendance de la Géorgie, de proclamer la République démocratique de Géorgie et d'exercer le pouvoir.

## Histoire

### Naissance et clandestinité sous l'Empire russe
Egnaté Ninochvili, avec Sylvestre Djibladzé, Noé Jordania et Nicolas Tcheidze en sont les inspirateurs.
À partir de 1903, lors du différend idéologique entre les Bolcheviks et les Mencheviks, les sociaux-démocrates géorgiens se rangent en majorité dans les rangs menchéviques (Evguéni Guéguétchkori, Noé Jordania, Isidore Ramichvili, Nicolas Tcheidze, Akaki Tchenkéli Irakli Tsérétéli) et en minorité dans les rangs bolchéviques (Filipé Makharadzé).

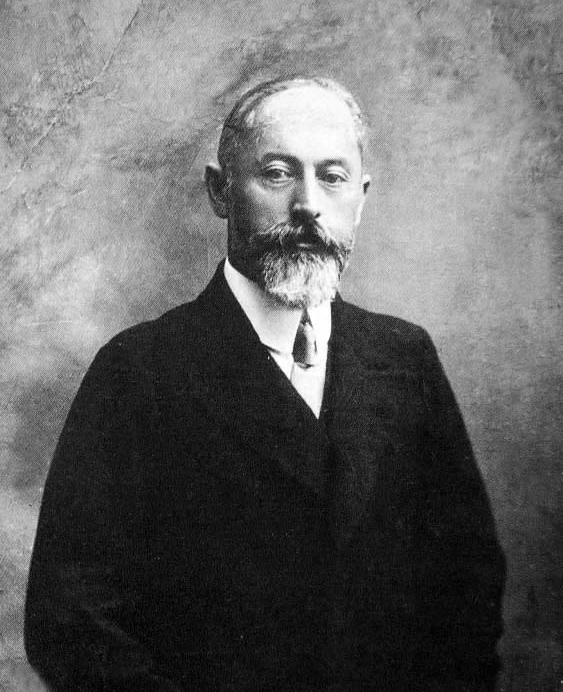
Noé Jordania, président du Soviet de Tiflis (1917), porte-parole du Conseil national géorgien (mai 1918), président des 2e et 3e gouvernements géorgiens (juillet 1918 à mars 1921)

Le différend porte sur de multiples points, dont la dictature du prolétariat (représenté par une organisation d'hommes politiques professionnels) pour les Bolcheviks versus le parlementarisme (avec élections au suffrage universel) pour les Mencheviks, la collectivisation des terres pour les Bolcheviks versus la distribution des terres pour les Mencheviks, le refus de collaborer avec les partis bourgeois pour les Bolcheviks versus l'alliance avec les partis progressistes pour les Mencheviks, etc.
Les membres du Parti ouvrier social-démocrate géorgien participent activement à la révolution de 1905, notamment en Gourie, région qui constitue un temps une république autoproclamée dont le président est Bénia Tchkhikvichvili.

### Parlementarisme sous l'Empire russe

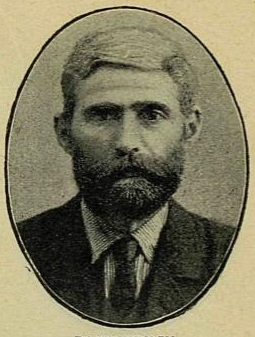
Isidore Ramichvili, député à la Douma russe

Lors des élections à la Douma russe qui s'ensuivent (1re et 2e Douma accordées et dissoutes par Nicolas II, 3e et 4e Douma maintenues), plusieurs de ses membres sont élus pour représenter la Géorgie : Evguéni Guéguétchkori, Noé Jordania, Isidore Ramichvili, Nicolas Tcheidze, Akaki Tchenkéli, Irakli Tsérétéli... À l'instar de Nicolas Tcheidze, ils animent à Petrograd l'opposition politique au régime tsariste. Comme Isidore Ramichvili, Irakli Tsérétéli, ils sont arrêtés et déportés ou, comme Noé Jordania, ils se réfugient à l'étranger pour ne pas l'être.

### Participation au Gouvernement provisoire russe (1917) et à la République démocratique fédérative de Transcaucasie (1918)

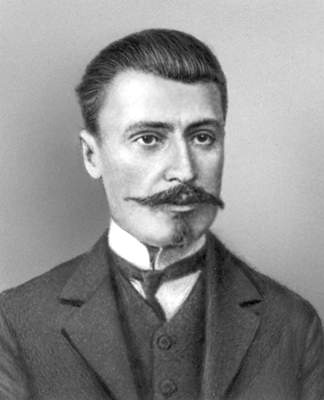
Irakli Tsérétéli, ministre du gouvernement provisoire russe (avril à octobre 1917), ministre géorgien (1918-1921), représentant du POSDG à la IIe Internationale socialiste (1921-1939)

Nicolas Tcheidze est, de février à octobre 1917, à Petrograd, président du comité exécutif du Soviet des soviets de toutes les Russies ; Irakli Tsérétéli est, de mai à octobre, ministre des Postes et Télégraphes, puis ministre de l'Intérieur du Gouvernement provisoire russe ; Noé Jordania est président du Soviet de Tiflis.
Evguéni Guéguétchkori est, de novembre 1917 à février 1918, Haut-commissaire à la Transcaucasie (Arménie, Azerbaïdjan et Géorgie) : il est ensuite élu président du comité exécutif de la République démocratique fédérative de Transcaucasie (gouvernement) par la Sejm transcaucasienne (assemblée parlementaire élue en 10 février 1918), présidée par Nicolas Tcheidze. 
Akaki Tchenkéli succède à Evguéni Guéguétchkori au poste de président du comité exécutif de la République démocratique fédérative de Transcaucasie.

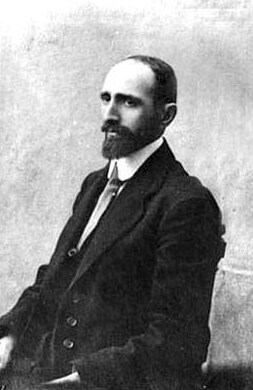
Noé Ramichvili, président du 1er gouvernement géorgien (1918), ministre géorgien (1918-1921)

### Au pouvoir de la République démocratique de Géorgie (1918-1921)
Le 26 mai 1918, Noé Jordania — porte-parole du Conseil national géorgien — proclame la restauration de l'indépendance de la Géorgie et instaure la République démocratique de Géorgie au nom de tous les partis politiques et des représentants de la société civile géorgienne. Noé Ramichvili devient le président du 1er gouvernement de la République démocratique de Géorgie et Noé Jordania celui des 2e et 3e gouvernements. Le Parti ouvrier social-démocrate géorgien s'allie au Parti social-fédéraliste  et au Parti national-démocrate dans les deux premiers gouvernements, mais doit constituer un 3e gouvernement homogène social-démocrate devant le refus des autres partis d'y participer. En effet, lors des élections parlementaires du 14 février 1919, il gagne 109 sièges sur 130. Au total, il aura été majoritaire durant 33 mois dans les assemblées parlementaires successives (Conseil national, Assemblée provisoire et Assemblée constituante) présidées par Nicolas Tcheidze. Il aura contrôlé les trois gouvernements de la République démocratique de Géorgie dirigés par Noé Ramichvili et Noé Jordania et appliqué son programme politique : 126 lois sont votées.
Elles concernent :
- L'alphabétisation et l'instruction publique (écoles, lycées, universités),
- La citoyenneté, les élections (suffrage universel pour les hommes, les femmes, les étrangers résidant sur le territoire, de plus de 20 ans) et une Constitution (régime parlementaire, mandat gouvernemental limité à un an et à deux consécutifs),
- Le domaine social (semaine de 48 heures),
- La défense du pays (armée nationale sous contrôle gouvernemental et garde nationale sous contrôle parlementaire),
- Les symboles nationaux (hymne, drapeau et emblème),
- L'économie,
- La réorganisation administrative.

Il a du aussi faire face à une pratique du pouvoir dans des domaines auxquels il est mal préparé :
- Les forces militaires géorgiennes, armée nationale (composée d'officiers supérieurs et d'officiers formés dans l'armée tsariste et en qui la direction du Parti n'a pas toujours confiance, armée généralement mal équipée) et Garde populaire (composée de miliciens et de volontaires, parfois peu disciplinés et échappant à l'encadrement),
- Les litiges frontaliers avec la Turquie (qui conduisent à un conflit armé et à l'appel au soutien de l'armée allemande de l'Empereur Guillaume II), avec l'Arménie (conflit et arbitrage par l'armée britannique envoyée à Batoumi par les Alliés après la défaite allemande), avec l'Azerbaïdjan,
- Le traitement des minorités ethniques, abkhaze en Abkhazie et ossète dans la région de Tskhinvali (la Garde populaire géorgienne s'y illustre par sa brutalité).

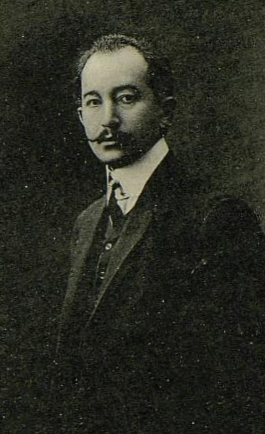
Evguéni Guéguétchkori, député à la Douma russe, président du 1er gouvernement transcaucasien (1918), ministre géorgien (1919 à 1921)

Début 1919, il essuie le refus des Alliés lors de la composition de la délégation géorgienne à la Conférence de paix de Paris : certains délégués sont écartés car germanophiles, Nicolas Tcheidze et Irakli Tsérétéli qui avaient pris position en 1917, à Petrograd, pour la poursuite de la guerre contre l'Empire allemand en assurent la présidence.
Le 25 février 1921, l'un de ses membres, Akaki Tchenkéli, ministre plénipotentiaire pour l'Europe, est reçu solennellement à l’Élysée par Alexandre Millerand, Président de la République française, pour reconnaissance de jure de la République démocratique de Géorgie.
Pourtant l'invasion du territoire géorgien par les armées de la Russie soviétique  a déjà commencé depuis quelques jours et met fin au pouvoir social-démocrate en Géorgie. La plupart des dirigeants du Parti se réfugient à l'étranger pour continuer le combat, selon les vœux de l'Assemblée constituante renommée Parlement, d'abord à partir de Constantinople, puis à partir de Leuville-sur-Orge en France.

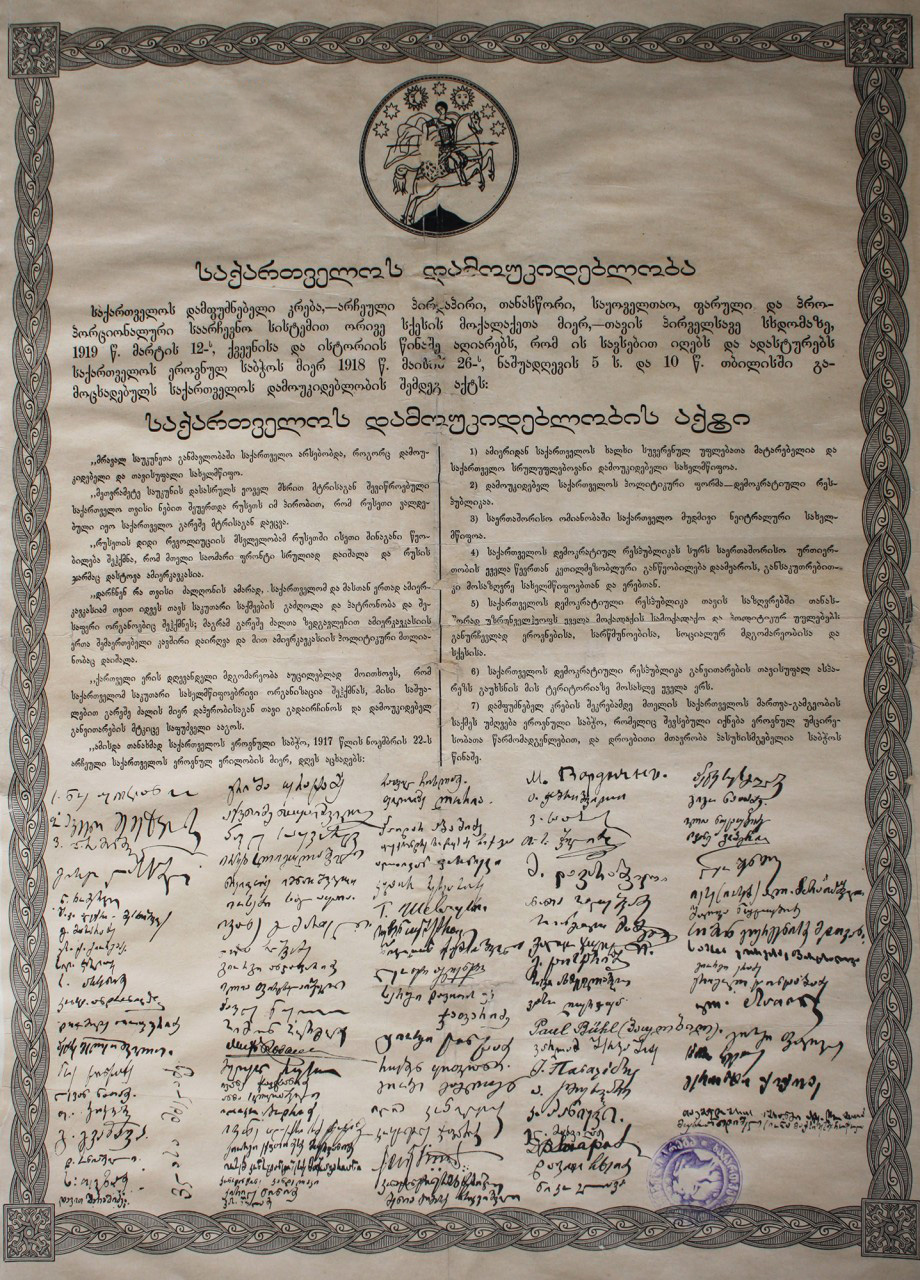
Acte de retour à l'indépendance signé le 26 mai 1918 par des membres du Parti social-démocrate

### En exil définitif en France (à partir de 1922)
En 1924, constatant la rémanence des révoltes sur le territoire géorgien, le Parti ouvrier social-démocrate géorgien -sous l'impulsion de Noé Jordania, chef de gouvernement en exil- décide de coordonner à distance une insurrection nationale et s'allie avec d'autres forces anti-soviétiques (mouvement national-démocrate en particulier) pour la déclencher. Une minorité, dont Nicolas Tcheidze, Irakli Tsérétéli et David Charachidzé, estime pourtant l'opération trop dangereuse pour le peuple géorgien mais se range à l'avis de la majorité. Noé Khomériki, Bénia Tchkhikvichvili et Valiko Djoughéli, trois de ses dirigeants en exil, s'introduisent clandestinement sur le territoire géorgien afin d'en assurer la coordination. L'insurrection échoue. La communauté internationale n'intervient pas. Entre 7 000 et 10 000 insurgés sont exécutés, dont les trois dirigeants revenus d'exil. Plusieurs dizaines de milliers d'insurgés sont déportés en Sibérie et en Asie centrale. Quelques centaines parviennent à se réfugier à l'étranger.
Le Parti ouvrier social-démocrate géorgien est décimé sur le territoire géorgien. Il devient une organisation d'opposition en exil, particulièrement en France, en Allemagne (jusqu'en 1933) et aux États-Unis. Un "Bureau étranger" est établi comme nouvel organe de direction. Il est représenté à la IIe internationale socialiste jusqu'en 1939 par Irakli Tsérétéli. Nicolas Tcheidze, l'un de ses leaders, se suicide en 1926 à Leuville-sur-Orge, désespéré par le sort réservé au peuple géorgien après le soulèvement d'août de 1924, et plus globalement par le traitement exercé par les Bolcheviks sur les peuples d'URSS. Noé Ramichvili, un autre leader, est assassiné en 1930 par un agent soviétique présumé.
Durant les années 1930, toujours sous l'impulsion du chef de gouvernement en exil, Noé Jordania, le Parti ouvrier social-démocrate géorgien envoie à nouveau clandestinement des émissaires sur le territoire géorgien afin de rester en contact avec le pays : Il bénéficie de l'aide financière polonaise de Józef Piłsudski dans le cadre de l'organisation anti-soviétique Prométhée, mais il bénéficie également de contacts étroits avec les autorités françaises. En avril 1940, un bataillon géorgien est formé au Barcarès, sous les ordres de Georges Odichélidzé, capitaine de la Légion étrangère, afin d'être mis à disposition du général Weygand pour les opérations françaises au Moyen-Orient et pour un éventuel débarquement au Caucase.
En 1941, la rupture du pacte entre Staline et Hitler donne l'idée à certains membres de l'émigration géorgienne en Europe de s'allier avec l'Allemagne afin de libérer la Géorgie : quelques jeunes membres du Parti s'engagent dans la Légion géorgienne de la Wehrmacht et atteignent la frontière géorgienne sans pouvoir y pénétrer. Pourtant la plupart des dignitaires du Parti ouvrier social-démocrate géorgien s'opposent à cette alliance, en particulier Sossipatré Assathiany, le directeur de l'Office des réfugiés en France, qui sauve de la déportation non seulement les familles juives géorgiennes mais des familles d'autres nationalités dont le nom a été « géorgianisé », avant d'être arrêté lui-même.
Après la Seconde Guerre mondiale, devant le regain d'activité des services secrets soviétiques sur le territoire français, SMERSH pour les anciens militaires de l'Armée rouge enrôlés dans la Wehrmacht - et dont Moscou exige le retour - et KGB pour les civils d'origine géorgienne - et dont Moscou souhaite le retour -, et devant la montée en puissance du Parti communiste français, certains membres du Parti ouvrier social-démocrate géorgien quittent la France, temporairement, ou définitivement, souvent pour le continent américain. C'est le cas pour quelques leaders dont Irakli Tsérétéli.
Parallèlement, toujours par le biais du gouvernement en exil dirigé par Noé Jordania, le Parti ouvrier social-démocrate géorgien reprend l'envoi d'émissaires secrets sur le territoire géorgien, de plus en plus difficilement.  
À contrario, il est attribué à Evguéni Guéguétchkori, l'un de ses dignitaires, des contacts directs avec les plus hautes autorités soviétiques (À Genève, en 1952, avec Lavrenti Béria, le mari de sa nièce, selon l'historienne française Françoise Thom) : aucune preuve concrète n'a pu être apportée jusqu'à présent.
Avec la guerre froide et la mort de ses derniers dirigeants historiques durant les années 1950 (Noé Jordania, Evguéni Guéguétchkori, Akaki Tchenkéli, Constantiné Kandélaki), l'activité politique du Parti ouvrier social-démocrate géorgien disparaît : les derniers membres, comme Noé Tsintsadzé, se consacrent essentiellement à la sauvegarde des archives du gouvernement en exil dans une université américaine, à la B.D.I.C. de Nanterre et en Géorgie.

## Héritage

### Une appréciation élogieuse
Selon les mots du professeur arméno-américain Ronald Grigor Suny, « leurs (les sociaux-démocrates) accomplissements dans la construction d'une nation politique géorgienne fut extraordinaire. Leur soutien parmi toutes les classes du peuple géorgien était alors unique. Et même si éphémère, leurs accomplissements durant le bref épisode d'indépendance nationale, le plus poignant témoignage de leur succès et le fait qu'ils ne purent être délogés de Géorgie, si ce n'est pas une force militaire supérieure venant de dehors ».

### Une critique rémanente
Selon ses adversaires politiques, les gouvernements sociaux-démocrates géorgiens n'ont pas assez préparé l'invasion soviétique — les mémoires du général Guiorgui Kvinitadzé, commandant en chef de l'armée nationale géorgienne, démis et remis en fonction par Noé Jordania, vont en ce sens — et ont privilégié la Garde nationale, d'essence para-militaire, en termes d'armements et de munitions. Selon les analystes, en particulier ceux qui appartiennent à l'école libérale, les lois votées n'ont pas trouvé application réelle dans le pays sur le plan de l'économie. Enfin sur le plan international, les trois gouvernements successifs ont navigué de 1918 à 1921 en termes d'alliances, entre l'Empire allemand (résistance à la pression ottomane), la Russie soviétique (neutralité espérée de Lénine) et les grandes puissances (Grande-Bretagne, France et Italie, soucieuses de ne pas s'engager contre les Soviétiques).

## Membres notables du Parti ouvrier social-démocrate géorgien
- Chalva Abdouchéli[16]
- Akaki Andghouladzé
- Kote Andronikachvili
- Rajden Arsénidzé[17]
- Sossipatré Assathiany
- Iona Béliachvili
- Guénadi Beltadzé
- David Charachidzé[18]
- Kristine Charachidzé
- Chalva Charachidzé
- Khariton Chavichvili
- Vladimir Dartchichvili
- Seït Devdariani
- Alexandre Dghébouadzé
- Silibistro Djibladzé
- Valiko Djoughéli[19]
- Guiorgui Eradzé
- Vladimer Gogouadzé (ka)[20]
- Evguéni Guéguétchkori
- Grigol Guiorgadzé
- Evguen Gvaladzé
- Iosseb Irémachvili
- Noé Jordania
- Konstantiné Kandélaki[21]
- Noé Khomériki[22]
- Michel Khoundadzé[23]
- Alexandre Lomtatidzé
- Grigol Lordkipanidzé
- Isidore Mantskava
- Sergo Matitaïchvili
- Vlassa Mguéladzé
- Kirile Ninidzé
- Grigol Ouratadzé[24]
- Avtandil Ourouchadzé
- Goguita Pagava
- Ioannis Passalidis
- Isidore Ramichvili
- Noé Ramichvili
- Konstantine Sabakhtarachvili
- Anania Saloukvadzé
- Pavle Sardjveladzé
- Chota Sardjveladzé
- Nicolas Tcheidze
- Akaki Tchkhenkéli
- Bénia Tchkhikvichvili
- Valiko Tchoubinidzé
- Irakli Tsérétéli
- Svimon Tsérétéli
- Noé Tsintsadzé.

## Quelques sources en langue française
- Séparation de la Trancaucasie et de la Russie. Indépendance de la Géorgie, d'Irakli Tsérétéli. Imprimerie Chaix, Paris, 1919.
- La Réforme agraire et l'économie rurale en Géorgie : rapport au Congrès du Parti ouvrier social-démocrate géorgien, en juillet 1920, de Noé Khomériki. Paris, 1921.
- L'Internationale socialiste et la Géorgie. Édition du Comité central du Parti social - démocrate ouvrier de Géorgie, Paris, 1921.
- Documents du Parti ouvrier social-démocrate géorgien. Éditions du bureau du P.S.D.O.G., Imprimerie de la Gazette de Seine et Oise, Arpajon, 1925.
- La Révolution de février 1917. La social-démocratie contre le bolchévisme. Tseretelli face à Lénine, de Michel Khoundadzé. Anthropos, Paris, 1988.  (ISBN 2-7178-1604-6).